# Швеция на летних Олимпийских играх 1972
Швеция принимала участие в XX Летних Олимпийских играх, проходивших в Мюнхене, Германия, где завоевала 16 медалей, из которых 4 золотые, 6 серебряные и 6 бронзовые. Сборную страны представляли 131 спортсмен (104 мужчины, 27 женщин), выступавших в 18 видах спорта.

## Медалисты
| Медаль  | Спортсмен                                            | Вид спорта                  | Дисциплина                           |
| ------- | ---------------------------------------------------- | --------------------------- | ------------------------------------ |
| Золото  | Ульрика Кнапе                                        | Прыжки в воду               | Вышка 10 м, женщины                  |
| Золото  | Рагнар Сканокер                                      | Стрельба                    | Пистолет, 50 м, мужчины              |
| Золото  | Гуннар Ларссон                                       | Плавание                    | 200 м, комплексное плавание, мужчины |
| Золото  | Гуннар Ларссон                                       | Плавание                    | 400 м, комплексное плавание, мужчины |
| Серебро | Гуннар Эрвилль                                       | Стрельба из лука            | Индивидуальное первенство, мужчины   |
| Серебро | Ульрика Кнапе                                        | Прыжки в воду               | Трамплин 3 м, женщины                |
| Серебро | Рольф Петерсон                                       | Гребля на байдарках и каноэ | Каноэ-одиночки, 1000 м, мужчины      |
| Серебро | Ян Карлссон                                          | Вольная борьба              | До 74 кг, мужчины                    |
| Серебро | Пер Петтерссон и Стеллан Вестердаль                  | Парусный спорт              | Класс «Звёздный», мужчины            |
| Серебро | Бу Кнапе Стефан Крук Леннарт Рослунд Стиг Виннестрём | Парусный спорт              | Солинг, мужчины                      |
| Бронза  | Рики Брух                                            | Лёгкая атлетика             | Метание диска, мужчины               |
| Бронза  | Хассе Томсен                                         | Бокс                        | Свыше 81 кг                          |
| Бронза  | Ян Йонссон                                           | Конный спорт                | Троеборье, индивидуальное первенство |
| Бронза  | Улла Хоканссон Нинна Свааб Мауд фон Русен            | Конный спорт                | Командная выездка                    |
| Бронза  | Ганс Беттембург                                      | Тяжёлая атлетика            | До 90 кг, мужчины                    |
| Бронза  | Ян Карлссон                                          | Греко-римская борьба        | До 74 кг, мужчины                    |

## Результаты соревнований

### Академическая гребля
В следующий раунд из каждого заезда проходили несколько лучших экипажей (в зависимости от дисциплины). В финал A выходили 6 сильнейших экипажей, ещё 6 экипажей, выбывших в полуфинале, распределяли места в финале B.
Мужчины
| Соревнование | Спортсмены      | Предварительный заезд | Предварительный заезд | Предварительный заезд | Отборочный заезд | Отборочный заезд | Отборочный заезд | Полуфинал            | Полуфинал            | Полуфинал            | Финал                | Финал                | Итоговое место       |                      |
| Соревнование | Спортсмены      | Заезд                 | Время                 | Место                 | Заезд            | Время            | Место            | Заезд                | Время                | Место                | Время                | Место                | Итоговое место       |                      |
| ------------ | --------------- | --------------------- | --------------------- | --------------------- | ---------------- | ---------------- | ---------------- | -------------------- | -------------------- | -------------------- | -------------------- | -------------------- | -------------------- | -------------------- |
| одиночки     | Леннарт Бельтер | 2                     | 8:12,92               | 6                     | 1                | 8:11,07          | 4                | завершил выступление | завершил выступление | завершил выступление | завершил выступление | завершил выступление | завершил выступление | завершил выступление |